# Carry On (Kygo e Rita Ora)
Carry On è un singolo del DJ norvegese Kygo e della cantante britannica Rita Ora, pubblicato il 19 aprile 2019 come primo estratto dalla colonna sonora del film Pokémon: Detective Pikachu.
Il brano è stato scritto dai due stessi interpreti con Josh Cumbee, Natalie Dunn, Ilan Kidron e Afshin Salmani (in arte Afsheen), e prodotto da quest'ultimo con Kygo.

## Formazione
- Kygo (Kyrre Gørvell-Dahll) – testo e musica, produzione
- Rita Ora – testo e musica, voce
- Afshin Salmani – testo e musica, produzione
- Josh Cumbee – testo e musica, coro
- Ilan Kidron – testo e musica
- Natalie Dunn – testo e musica
- John Hanes – tecnico
- Randy Merrill – tecnico del mastering
- Șerban Ghenea – tecnico del missaggio

## Tracce
Download digitale
1. Carry On – 3:35

## Classifiche

### Classifiche settimanali
| Classifica (2019) | Posizione massima |
| ----------------- | ----------------- |
| Australia         | 43                |
| Austria           | 47                |
| Belgio (Fiandre)  | 40                |
| Belgio (Vallonia) | 54                |
| Canada            | 61                |
| Croazia           | 25                |
| Danimarca         | 34                |
| Estonia           | 26                |
| Francia           | 104               |
| Germania          | 46                |
| Grecia            | 39                |
| Irlanda           | 15                |
| Lettonia          | 23                |
| Lituania          | 13                |
| Norvegia          | 7                 |
| Paesi Bassi       | 35                |
| Polonia           | 5                 |
| Portogallo        | 88                |
| Regno Unito       | 26                |
| Repubblica Ceca   | 28                |
| Slovacchia        | 16                |
| Svezia            | 14                |
| Svizzera          | 28                |
| Ungheria          | 22                |

### Classifiche di fine anno
| Classifica (2019) | Posizione |
| ----------------- | --------- |
| Polonia           | 66        |